# Coelophoris marojejy
Coelophoris marojejy là một loài bướm đêm trong họ Noctuidae.